# Caleo
Caleo (in greco antico: Χαλειόν?) era una città dell'antica Grecia ubicata nella Locride Ozolia.

## Storia
I suoi abitanti sono citati durante la guerra del Peloponneso visto che, secondo Tucidide, facevano parte della Locride Ozolia ed erano obbligati a fornire soldati all'esercito di Sparta, che nel 426 a.C. era sotto il comando di Euríloco.
Esistono diverse iscrizioni che menzionano la città. Una di queste si riferisce ad un accordo siglato con la vicina città di Tritea, in cui gli abitanti di ciascuna delle due città potevano possedere o affittare la terra nella città vicina. 
Un altro si riferisce ad un accordo fatto con Eantea dove si dice che la città di Caleo aveva un porto.
Viene localizzata nell'attuale Galaxidi.